# Gens Fabia
La gens Fabia fu un'antichissima famiglia patrizia romana, inclusa fra le cento gentes originarie ricordate dallo storico Tito Livio.

## Origine e territorio
Secondo l'illustre studioso Theodor Mommsen la loro remota origine si desume dal fatto che diedero il nome ad una delle antiche tribù rustiche di Roma, l'omonima Tribù Fabia, che comprendeva i territori di Alba Fucens e Ascoli, Rudie nella terra dei Messapi, Lucca, Brescia e Padova. La provenienza della gens è molto probabilmente autoctona, in quanto i Fabii non risulterebbero avere ascendenze sabine.

## Storia
L'antichità dei Fabii è dimostrata anche dal fatto che uno dei collegi sacerdotali più antichi, quello dei Luperci (anteriore al V secolo a.C. e dedicato al culto dei Lupercalia), era costituito esclusivamente da membri delle gentes Fabia e Quinctia; infatti i Luperci erano distinti in due gruppi in base alla provenienza familiare: i Fabiani ed i Quinctiales.
La gens Fabia deve il nome alla faba, cioè le fave, legumi la cui coltivazione era assai diffusa sin dall'età regia. In proposito, Plinio il Vecchio ricorda che molte antiche famiglie romane derivarono il proprio nomen dai legumi che prediligevano, o alla cui coltivazione erano dediti maggiormente; ad esempio i Lentuli (da lentes, "lenticchie"), ramo dei Cornelii, i Pisoni, ramo dei Calpurnii, ed ancora i Ciceri.
La gens Fabia comprendeva diversi rami. Il più illustre fu quello dei Fabii Massimi, che presero il cognomen dall'Ara Massima di Ercole, presso la quale avevano la propria dimora (nell'area dell'attuale basilica di Santa Maria in Cosmedin). I Fabii Massimi si vantavano di discendere da un Fabius o Fabio figlio del dio Ercole, nato sotto il regno del mitico re Evandro. Si ricordano inoltre i Fabii Ambusti, i Fabii Pittori, i Fabii Vibulani.
I membri di questa illustre gens ricoprirono durante la repubblica tutte le magistrature, e in particolare il consolato per ben 66 volte rappresentando nel senato una forza molto conservatrice, tendente ad escludere i plebei dalle magistrature. Notevole fu la loro forza ed influenza anche sul piano militare; ne è prova il fatto che i Fabii assunsero la difesa del territorio di Roma contro la minaccia etrusca di Veio, ed in quella circostanza subirono una tremenda disfatta nella battaglia del Cremera (477 a.C.) nella quale furono quasi sterminati, restandone uccisi più di trecento.

## Personaggi illustri
Durante l'età repubblicana comunque la gens Fabia rifiorì, dando origine a personaggi di primissimo piano nella storia di Roma, tra i quali:
- Quinto Fabio Vibulano, V secolo a.C., uno dei pochissimi sopravvissuti della disfatta del Cremera, console nel 467 e nel 465 a.C., sconfisse gli Equi e riportò importanti vittorie militari contro altri nemici di Roma. Sarebbe stato nel 450 a.C. uno dei decemviri legibus scribundis, partecipando alla stesura del primo codice di leggi scritte di Roma, le Leggi delle XII tavole.
- Quinto Fabio Massimo Rulliano, IV-III secolo a.C., console per ben cinque volte, riportò importanti vittorie sui Sanniti, vincendo la decisiva battaglia di Sentino con Decio Mure nel 295 a.C.
- Quinto Fabio Massimo, detto il Temporeggiatore (latino: cunctator), III secolo a.C., console per ben cinque volte, censore, princeps del senato e dittatore nel 217 a.C. dopo la sconfitta romana della battaglia del Lago Trasimeno ad opera di Annibale. Contro il generale cartaginese ideò una tattica di logoramento basata su scaramucce ed ostacoli agli approvvigionamenti, che finì per indebolire Annibale, dando tempo ai Romani di riorganizzare le proprie forze. Morì nel 203 a.C.
- Quinto Fabio Massimo Allobrogico, II secolo a.C., questore, riportò una grande vittoria sui Galli Allobrogi dai quali prese il soprannome. Celebrò un grande trionfo facendo costruire nel Foro un arco a lui dedicato (Fornix Fabianus).
- Quinto Fabio Pittore, III secolo a.C., politico e storico, scrisse in greco una Storia di Roma facendone risalire le origini alla leggenda di Enea.
- Marco Fabio Ambusto, IV secolo a.C., tribuno militare con potestà consolare nel 381 e nel 369 a.C.; promosse un'alleanza politica con la Gens Licinia, di estrazione plebea, e fu aperto sostenitore delle Leggi Licinie-Sestie, che sancirono l'accesso dei plebei alle assegnazioni di Ager Publicus, nonché alla magistratura Consolare.
- Paolo Fabio Massimo, un fratello di Quinto Fabio Massimo Africano e figlio di Quinto Fabio Massimo; era un pubblico ministero di Caio Antonio Ibrida nel 59 a.C., fu legato da Cesare in Spagna,[1] console nel 11 a.C[2] con Quinto Elio Tuberone,[1] proconsole in Asia nel 10-9 a.C.,[2] e fu membro del collegio degli Arvali. Paolo Fabio Massimo è stato onorato di un monumento costruito da alcuni riconoscenti coloni in memoria di lui sulla cima del sacro colle di Monte Giove, dove c'era un enorme santuario nel territorio di Hatria Picena , oggi Atri.[1]

In epoca medievale e moderna alcune famiglie hanno preteso di discendere dalla gens Fabia attraverso l'uso di fonti fantasiose o poco fondate. Per esempio, lo storiografo bizantino Michele Attaliate (circa 1022-1080) faceva risalire alla gens Fabia la genealogia della famiglia Foca: una verosimile falsificazione fatta a posteriori per nobilitare le origini dell'imperatore Niceforo II.
Fino al XVII secolo è attestata in Roma la presenza di una famiglia Fabia, nota come Fabi o Fabj, oggi esistente nei cognomi Fabi e Fabiano, che vantavano la propria discendenza da quella antica romana. Inoltre la famiglia dei principi Massimo, tuttora esistente a Roma, attribuiva la propria origine al ramo dei Fabii Massimi per tradizione orale familiare diffusa da Onofrio Panvinio (1529-1568) nel suo "De gente Maxima" del 1556, pochi decenni dopo che la famiglia Massimo, che aveva accumulato un ingente patrimonio con il commercio e con attività finanziarie, avesse cominciato a stringere alleanze matrimoniali con famiglie dell'aristocrazia romana.

## Fabii repubblicani
Fabii Ambusti
- Quinto Fabio Ambusto Vibulano, console nel 412 a.C.
- Marco Fabio Ambusto, tribuno consolare nel 380 a.C.
- Marco Fabio Ambusto, console nel 360, 356, 354 a.C.
- Gaio Fabio Ambusto, console nel 358 a.C.
- Quinto Fabio Ambusto, ufficiale
- Quinto Fabio Ambusto, dittatore

## Altri Fabii
- Sappiamo di un Fabius, legato di Lucio Licinio Lucullo, sconfitto da Mitridate VI nel corso della terza fase delle guerre (nel 67 a.C.), probabilmente tra il Ponto e la Scizia.[7]
- Fabiola fu una matrona discendente dalla gens Fabia che, rimasta vedova, si consacrò alla preghiera e alla penitenza. È venerata come santa dalla Chiesa cattolica.